# Achatia mucens
Achatia mucens är en fjärilsart som beskrevs av Jacob Hübner 1827. Achatia mucens ingår i släktet Achatia och familjen nattflyn. Inga underarter finns listade i Catalogue of Life.